# Confide in Me
Confide in Me är en sång av den australiska sångaren Kylie Minogue från hennes femte album Kylie Minogue (1994). Sången släpptes den 29 augusti 1994 av Deconstruction Records som den första singeln och är skriven av Steve Anderson, Dave Seaman och Owain Barton. Sången är producerad av Steve Anderson och Dave Seaman (Brohers in Rhythm).

## Format- och låtlista
Brittiska CD Single 1
1. "Confide in Me" (Master Mix) – 5:51
2. "Confide in Me" (Big Brothers Mix) – 10:27
3. "Confide in Me" (The Truth Mix) – 6:46

Brittiska CD Single 2
1. "Confide in Me" (Master Mix) – 5:51
2. "Nothing Can Stop Us" – 4:04
3. "If You Don't Love Me"  – 2:08

Kassettsingel
1. "Confide in Me" (Radio Mix) – 4:27
2. "Confide in Me" (The Truth Mix) – 6:46

Australiska CD single
1. "Confide in Me" (Master Mix) – 5:51
2. "Nothing Can Stop Us" (7" Version) – 4:06
3. "If You Don't Love Me" – 2:08

## Listplaceringar
| Lista                             | Topplacering |
| --------------------------------- | ------------ |
| Australien (ARIA Charts)          | 1            |
| Europa (European Hot 100)         | 9            |
| Finland (Suomen virallinen lista) | 1            |
| Frankrike (SNEP)                  | 10           |
| Tyskland (Media Control Charts)   | 1            |
| Irland (Irish Singles Chart)      | 12           |
| Japan (Oricon)                    | 5            |
| Nederländerna (Dutch Top 40)      | 38           |
| Nya Zeeland (RIANZ)               | 12           |
| Schweiz (Schweizer Hitparade)     | 20           |
| Sverige (Sverigetopplistan)       | 10           |
| Storbritannien (UK Singles Chart) | 2            |
| USA (Hot Dance Club Songs)        | 10           |